# James Hepworth
James Hepworth (Harrogate, 10 juni 1975)  is een golfprofessional uit Engeland.

## Professional
Hepworth werd in 1996 professional en speelt sindsdien vooral op de Europese Challenge Tour, Daar behaalde hij in 2003 en 2006 een overwinning, zodat hij genoeg verdiende om in 2004 en 2007 op de Europese PGA Tour te mogen spelen. 

### Gewonnen
Challenge Tour
- 2003: American Express Los Encinos Open in Mexico (-13)
- 2006: Apulia San Domenico Grand Final in Puglia (-13)